# Joseíto Fernández
Pour les articles homonymes, voir Fernández.
Joseíto Fernández (José Fernández de son vrai nom), né le 5 septembre 1908 dans le quartier Los Sitios de La Havane et mort le 11 octobre 1979, est un interprète et compositeur cubain, figure emblématique de la musique cubaine. Il a créé et popularisé la chanson Guantanamera, une œuvre d'identification du patrimoine musical du pays. Il a évolué dans divers genres musicaux, il avait une voix expressive et incomparable et un style très personnel, et ses improvisations sortent du cadre habituel du Son pour s'approcher des decimas des chanteurs guajiros, c'est la raison qu'il est surnommé El Rey de la Melodía (le roi de la mélodie).

## Biographie
Il naît le 5 septembre 1908 dans le quartier Los Sitios de La Havane. D'origine modeste, son père est espagnol, sa mère d'origine afro-cubaine. Sa mère passe ses journées à chanter en exécutant ses tâches quotidiennes et son fils hérite de ses qualités vocales. Son père quitte le foyer familial et il doit travailler dès l'enfance pour subvenir aux besoins de sa famille. Ses occupations étaient diverses, parmi lesquelles celles de cordonnier et de vendeur de journaux.
À tout juste douze ans, il chante des sérénades avec ses amis. Il commence sa carrière artistique dans le trio qu'il forme avec les frères Gerardo et Juan Llorente. Dans les années 1920, il est apparu dans plusieurs sextuors sonero : Los Dioses del Amor, Juventud Habanera, Boloña , Jiguaní et Amate . Il a chanté avec les danzoneras charangas de Raimundo Pía, Antonio María Bustamante, Los Caciques , et celle d' Alejandro Riveiro, qui deviendra plus tard l'Orchestre Joseíto Fernández.
Ses talents de chanteur et d'improvisateur lui permettent d'accéder rapidement au prestige. Possesseur d'un registre vocal étendu et intense capable de pallier le manque, à cette époque, de moyens d'amplification sonore.
Son interprétation la plus célèbre est celle de Guajira Guantanamera, il s'en est attribué la composition, mais elle aurait été composée par Herminio García Wilson et arrangée par Cheo Marquetti en guajira-son.
- En 1935, il interprète chaque jour la Guajira Guantanamera avec des vers différents à la radio CMCO avec l'Orquesta Típica du pianiste Alejandro Riveiro.
- En 1939, il fait de même pour l'émission « El suceso del día » de la radio CMQ, accompagné par la chanteuse « la Calandria », sur des textes de Chanito Isidrón.
- En 1941, Joseíto et son orchestre (Orquesta Típica), enregistre Guajira Guantanamera pour les disques RCA Víctor sous les titres Guardabarreras et Mi biografia.

Ses compositions les plus célèbres sont Elige tú que canto yo, Demuéstrame tú, Tu tierra y tu libertad, Mi biografía, Para que volvieras, Así son boncó et Amor de madre.
Certaines de ces compositions ont été chantées par Benny Moré.
Bien qu'il ait reçu de nombreuses propositions, il n'a jamais quitté sa patrie. Il meurt à l'âge de 71 ans, à l'hôpital Calixto García, le 11 octobre 1979.
La résidence où l'artiste a vécu pendant plus de 50 ans est devenue une maison-musée. Il est situé dans le quartier de Los Sitio , au numéro 658 de la rue Gervasio, à Centro Habana.